# Gioventù spavalda
Gioventù spavalda (Bad Boy) è un film del 1949 diretto da Kurt Neumann. Il film è conosciuto anche con il titolo The Story of Danny Lester.
È un film drammatico statunitense con Audie Murphy (nel suo primo ruolo da protagonista, il "cattivo ragazzo" del titolo), Lloyd Nolan e Jane Wyatt.

## Trama
Danny Lester è un orfano diciassettenne con 62 capi d'accusa a suo carico, che ha trascorso quattro anni in fuga dalla legge. Attualmente lavora come fattorino in un lussuoso hotel in Texas, dove, con l'aiuto di un collega, Joe Shields, tenta di rapinare una partita a dadi clandestina che si svolge nell'hotel. Durante la fuga viene catturato.
Portato davanti al giudice Florence Prentiss del tribunale minorile della contea di Dallas, Danny viene condannato a vent'anni di prigione. Il giudice stabilisce che dovrà scontare la pena in un riformatorio minorile fino al compimento della maggiore età, per poi essere trasferito in un carcere per adulti. 
Tuttavia, Marshall Brown, sovrintendente del Boys' Ranch del Variety Club a Copperas Cove, convince il giudice a concedergli la custodia di Danny al ranch invece che mandarlo al riformatorio. Marshall e il suo assistente "Chief" portano Danny al ranch, dove incontra gli altri giovani ospiti. 
Al ranch, Danny continua a creare problemi: si comporta in modo antisociale, si scontra con gli altri ragazzi e, durante una rissa, vince solo ricorrendo al gioco scorretto, guadagnandosi l'ostilità generale. Nonostante gli sforzi di Marshall e di sua moglie Maud Brown per aiutarlo, Danny rimane chiuso e ostile. 
La situazione si complica quando Danny compra un cavallo con 200 dollari dai suoi risparmi, destando i sospetti di Marshall sulla provenienza del denaro. Attraverso le indagini di Marshall, emerge la tragica storia del passato di Danny: la sua sorellastra Lila lo aveva accusato di aver ucciso deliberatamente la madre dandole quelle che credeva fossero medicine ma erano in realtà sonniferi. Questo trauma ha segnato profondamente la vita del ragazzo.
Danny fugge nuovamente dal ranch e rapina un negozio per procurarsi vestiti e una pistola. Durante l'inseguimento con lo sceriffo viene ferito e il cavallo su cui fugge muore dissanguato. Danny ruba poi un'automobile, ma durante l'inseguimento della polizia si schianta contro un albero e si rifugia nei boschi, ferito e sotto shock.
Nel frattempo, Marshall riceve la notizia che il patrigno e la sorellastra di Danny sono morti in un'esplosione. Investigando ulteriormente sulla morte della madre di Danny, Marshall scopre la verità: la donna è morta per cause naturali, non a causa dei sonniferi somministrati dal figlio. Marshall rintraccia Danny nei boschi e gli rivela questa scoperta cruciale.
Liberato dal peso della colpa, Danny si consegna volontariamente alla polizia e viene ricoverato in ospedale. Qui riceve la visita del suo ex complice Joe, che cerca di farlo fuggire e mette fuori combattimento la guardia. Tuttavia, Danny rifiuta di scappare e anzi ferma Joe quando questi minaccia la signora Brown con una pistola.
Tornato in tribunale, Danny, ora difeso da Marshall, riceve una condanna di soli sei mesi aggiuntivi al ranch. Questa volta il suo atteggiamento è completamente cambiato: esce dal ranch come una persona trasformata e va a studiare ingegneria alla Texas A&M University, iniziando finalmente una vita normale e produttiva. 
Il film, che segnò il primo ruolo da protagonista per il decorato eroe di guerra Audie Murphy, è un dramma sulla redenzione che esplora i temi della giustizia minorile, del trauma familiare e del potere della comprensione e della compassione nel processo di riabilitazione.

## Produzione
Il film, diretto da Kurt Neumann su una sceneggiatura di Robert Hardy Andrews e Karl Kamb con il soggetto dello stesso Andrews e di Paul Short, fu prodotto da Paul Short tramite la Paul Short Productions per la Variety Clubs International e girato nel Janss Conejo Ranch a Thousand Oaks e nei Monogram/Allied Artists Studios a Los Angeles in California.

## Distribuzione
Il film fu distribuito con il titolo Bad Boy negli Stati Uniti dal 22 febbraio 1949 al cinema dalla Allied Artists Pictures.
Alcune delle uscite internazionali sono state:
- in Francia il 17 ottobre 1949 (Garçons en cage)
- in Austria nel 1950 (Gefängnis ohne Gitter)
- in Svezia il 14 gennaio 1950 (Ligisten)
- in Cile nel 1951 (El malhechor)
- in Austria il 10 agosto 1951 (riedizione)
- in Germania Ovest il 24 agosto 1951 (Gefängnis ohne Gitter)
- in Finlandia il 19 settembre 1952 (Vihan lapsi)
- in Grecia (I koinonia, o megalos enohos)
- in Italia (Gioventù spavalda)

## Promozione
La tagline è: "Danny is going straight--straight to the electric chair!".